# Agustín Canobbio
Agustín Canobbio Graviz (Montevideo, 1 de outubro de 1998) é um futebolista uruguaio que atua como ponta-esquerda. Atualmente, joga pelo Fluminense

## Carreira

### Fénix
Formado na academia de jovens do Fénix. Ele fez sua estreia profissional pelo clube em 30 de agosto de 2016, na derrota por 1 a 0 contra o Cerro.

### Peñarol
Ele ingressou no Peñarol em janeiro de 2018 disputando um total de 66 partidas entre competições locais e internacionais, conquistando a Supercopa do Uruguai de 2018 e o Campeonato Uruguaio do mesmo ano. Em 2019 o clube decidiu renovar seu contrato, mas durante esta temporada, após altos e baixos e críticas da torcida, seu contrato para 2020 não foi renovado.

### Retorno ao Fénix
Em sua segunda passagem pelo Fénix  ele disputou 13 dos 15 jogos realizados pela equipe, nos quais marcou 3 gols.

### Retorno ao Peñarol
Em 2021, Canobbio voltou ao Peñarol, onde teve participação destacada na Copa Sul-Americana de 2021, marcando contra Corinthians e River Plate, além de dar assistências em algumas ocasiões. Nas oitavas de final do referido torneio, tornou-se o clássico contra o Nacional no Grande Central Park, sendo também figura na revanche da referida partida. Desta forma, a confiança do viés aurinegra foi conquistada novamente e o contrato renovado para a temporada 2022.

### Athletico Paranaense

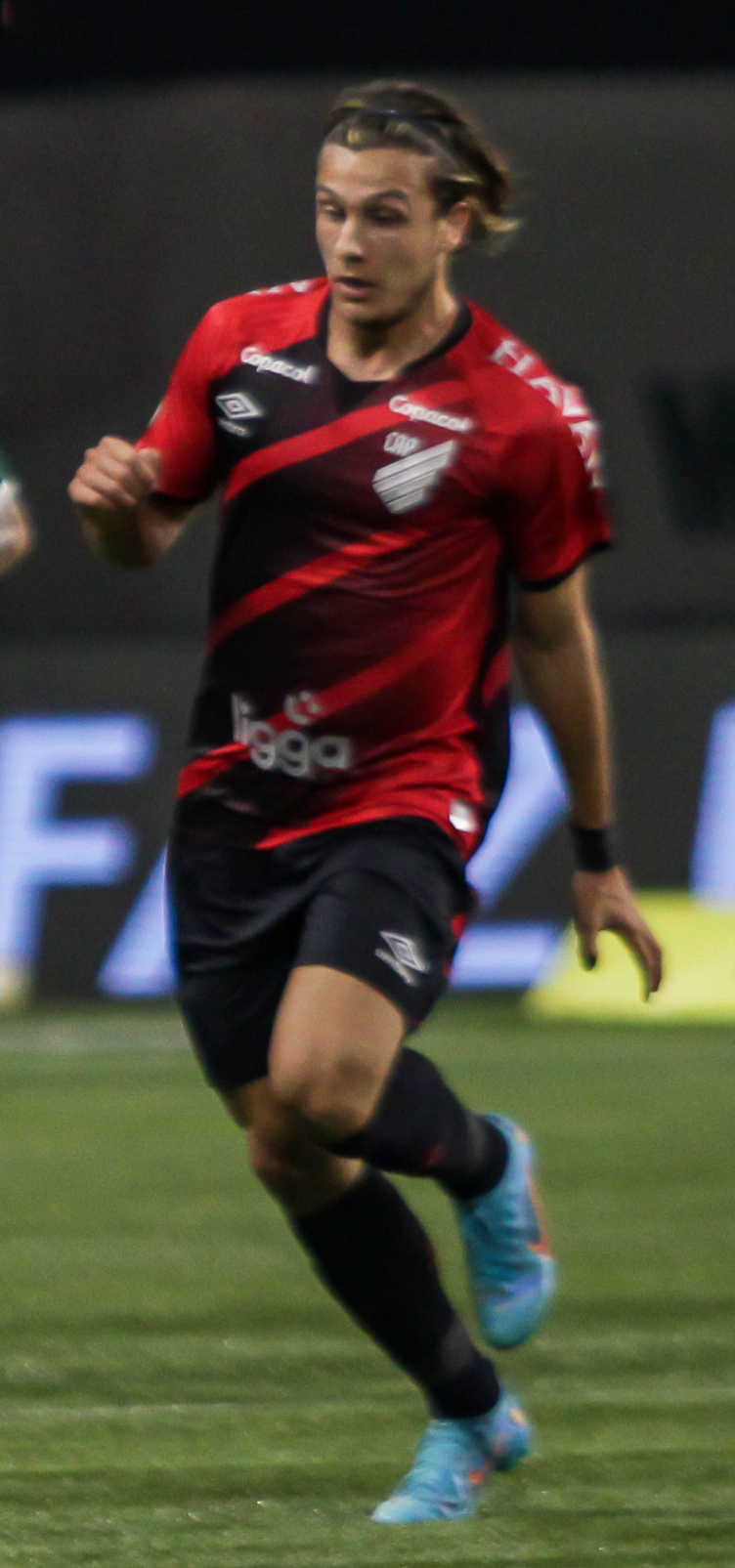
Canobbio pelo CAP em 2022.

Em 30 de março de 2022, Canobbio foi contratado pelo Athletico Paranaense por 5 temporadas, o valor da transação girou em torno de U$ 3,2 milhões (R$ 16,4 milhões) por 60% dos direitos do jogador junto ao Peñarol.
Canobbio estreou na derrota para o São Paulo, pela 1ª rodada do Brasileirão, no dia 4 de abril. Ele entrou na segunda etapa. Em 18 de maio de 2022, Canobbio marcou pela primeira vez com a camisa rubro-negra no jogo em que o Athletico venceu o Libertad, do Paraguai, por 2 a 0, na Arena da Baixada, pela quinta rodada do grupo B da Libertadores. Competição esta que o clube chegou até a final, mas foi derrotado pelo Flamengo no jogo decisivo.
Em sua primeira temporada pelo Furacão, Canobbio fez três gols em 39 partidas. Ele foi titular na maioria da temporada pelo lado direito do ataque, mas viveu momentos de irregularidade.
Nos próximos dois anos, o uruguaio firmou-se na equipe titular do Athletico, conquistando dois troféus consecutivos de Campeonato Paranaense. Canobbio também era um dos destaques do clube nessas épocas, tendo marcado presença nas convocações de Marcelo Bielsa e conseguido jogar a Copa América de 2024.
Depois de se tornar o maior assistente do clube pelo Campeonato Brasileiro de 2023, Agustín fizera sua melhor época em números desde a estreia. O uruguaio chegou a marca de nove tentos na temporada, sendo quatro deles no Brasileirão, e ajudou a equipe a ir até as quartas de final da Copa do Brasil e da Copa Sul-Americana.
Entretanto, o jogador deixou o time no início do Campeonato Brasileiro para disputar a Copa América e o CAP vencera apenas três jogos no período que o atacante esteve ausente. Somado a jogos menos regulares ao longo do ano, e uma lesão de Canobbio na reta final, o clube perdia muitas posições na tabela e chegou na última rodada com reais chances de rebaixamento. Na 38ª rodada, com o uruguaio em campo, a equipe paranaense perdeu a partida para o Atlético Mineiro e foi rebaixada no ano de seu centenário.
Apesar da campanha ruim do seu clube, o seu destaque individual levou outras equipes a buscarem pelo atacante. A equipe paranaense, traçando um elenco renovado para 2025, estava disposta a vender o seu principal nome ofensivo e isso atraiu o interesse de demais times brasileiros e internacionais.

### Fluminense
Em janeiro de 2025, o Fluminense anunciou contratação do atacante, que assinou com o clube por quatro anos. Canobbio se tornou a segunda contratação mais cara da história do clube, um pouco abaixo da compra de Thiago Neves junto ao Al-Hilal. O atacante teve 80% dos direitos comprados pelo Flu por 6 milhões de euros (cerca de R$ 37 milhões na cotação do momento da compra).
O uruguaio fez sua estreia no empate por 1 a 1 contra o Maricá, em Moça Bonita, em partida válida pelo Campeonato Carioca. Em 16 de fevereiro de 2025, marcou seu primeiro gol com a camisa do Fluminense, no duelo contra o Nova Iguaçu. Canobbio marcou novamente no dia 23 do mesmo mês, na vitória por 3 a 2 sobre o já rebaixado Bangu, no Maracanã. No dia 06 de abril contribuiu com uma assistência para o gol de Lima contra o Red Bull Bragantino, chegando a sua sétima participação direta em gols em 17 jogos pelo tricolor.
Em 17 de junho de 2025, foi peça fundamental na grande atuação do tricolor no empate em 0 a 0 contra o Borussia Dortmund, na estreia da Copa do Mundo de Clubes. O atacante cumpriu função tática extremamente importante, apesar de não ter marcado gols.

## Seleção Uruguaia
Canobbio é um ex-jogador da seleção juvenil uruguaia. Ele fez parte da seleção sub-20 que venceu o Campeonato Sul-Americano Sub-20 de 2017 e chegou às semifinais da Copa do Mundo Sub-20 da FIFA 2017.

### Copa do Mundo de 2022
Em 7 de janeiro de 2022, Canobbio foi convocado para a seleção preliminar de 50 jogadores do Uruguai para as eliminatórias da Copa do Mundo da FIFA contra Paraguai e Venezuela . Ele fez sua estreia na equipe principal em 27 de janeiro de 2022, na vitória por 1 a 0 sobre o Paraguai.

## Vida pessoal
Canobbio é filho do ex-atacante uruguaio Osvaldo Canobbio.

## Títulos
Penarol
- Primeira Divisão do Uruguai : 2018 e 2021
- Supercopa Uruguaia : 2018

Athletico Paranaense
- Campeonato Paranaense: 2023 e 2024

Uruguai Sub20
- Campeonato Sul-Americano de Futebol Sub-20: 2017